# 山添村村歌
- 山添村歌

「山添村村歌」（やまぞえむらそんか）は、日本の奈良県山辺郡山添村が制定した村歌である。作詞は山添村村歌制定委員会で補作詞は槍一之、作曲はキダ・タロー。
本記事では、村歌と同一の告示で制定された村民音頭の「山添音頭」についても解説する。

## 解説
1956年（昭和31年）に山辺郡波多野村と豊原村、添上郡東山村の3村が合併して発足した山添村の成立20周年を迎えるに当たり記念事業として村歌と村民音頭を制定することになったが、発表は20周年翌年の1977年（昭和52年）2月にずれ込んだ。全4番の歌詞は山添村村歌制定委員会の名義とされ、芹洋子の歌唱で朝日ソノラマがレコード（規格品番：SS-3773）を製造している。
補作者の「槍一之」は音楽出版社の東京企画を主宰していた森菊蔵の別名義で、主にCMソングをこの名義で手掛けていた。作曲者のキダ・タローとは、6年前に北海道ローカルの松尾ジンギスカンCMソング作成でコンビを組んでいる。
表題はレコードで「山添村村歌」とされるが例規集の告示では「村」が1つ少ない「山添村歌」の表題であり、村の公式サイトでも同一ページ内で表記ゆれが見られる。
2023年（令和5年）、村の教育委員会が村立やまぞえ小学校の3・4年生児童向けに作成した社会科の地域副読本『わたしたちのふるさと 山添村』では、表紙裏に掲載されたQRコードを読み取ると村歌の紹介ページへリンクするようになっている。

### 山添音頭
村歌と同時に制定された村民音頭「山添音頭」（やまぞえおんど）は「山添村村歌」と同じく1977年（昭和52年）2月1日に制定された。作詞・山添村音頭制定委員会、補作・槍一之、作曲・大前成之で、村歌と同じレコードのB面に三井由美子とデューク・エイセスの歌唱で収録されている。
毎年秋に開催される山添ふれあいまつりでは「山添音頭」の総踊りが恒例行事となっており、村民には馴染み深い楽曲である。